# 35 kilomètres marche masculin aux championnats du monde d'athlétisme 2022
Pour des articles plus généraux, voir Championnats du monde d'athlétisme 2022 et Marche aux championnats du monde d'athlétisme.
Navigation
Budapest 2023
L'épreuve du 35 kilomètres marche masculin des championnats du monde de 2022 se déroule le 24 juillet 2022 autour de l'Autzen Stadium situé au sein de l'Université de l'Oregon à Eugene, aux États-Unis. Elle figure pour la première fois au programme des championnats du monde d'athlétisme et remplace le 50 km, disputé de 1983 à 2019.

## Mimimas de qualification
Le minima de qualification est fixé à 2 h 33 min 0 s sur 35 km ou 3 min 50 s 0 sur 50 km, la période de qualification est comprise entre le 27 décembre 2020 et le 26 juin 2022.

## Résultats
| Rang               | Athlète                     | Pays           | Temps   | Notes |
| ------------------ | --------------------------- | -------------- | ------- | ----- |
| Médaille d'or      | Massimo Stano               | Italie         | 2:23:14 | CR    |
| Médaille d'argent  | Masatora Kawano             | Japon          | 2:23:15 | AR    |
| Médaille de bronze | Perseus Karlström           | Suède          | 2:23:44 | PB    |
| 4                  | Brian Pintado               | Équateur       | 2:24:37 | AR    |
| 5                  | He Xianghong (en)           | Chine          | 2:24:45 | NR    |
| 6                  | Evan Dunfee                 | Canada         | 2:25:02 | AR    |
| 7                  | Caio Bonfim                 | Brésil         | 2:25:14 | NR    |
| 8                  | Eider Arévalo               | Colombie       | 2:25:21 | NR    |
| 9                  | Tomohiro Noda (en)          | Japon          | 2:25:29 | PB    |
| 10                 | Miguel Ángel López (en)     | Espagne        | 2:25:58 | NR    |
| 11                 | Ricardo Ortíz (en)          | Mexique        | 2:27:11 | NR    |
| 12                 | Ever Palma (en)             | Mexique        | 2:27:55 | PB    |
| 13                 | Aleksi Ojala (en)           | Finlande       | 2:28:22 | NR    |
| 14                 | Aurélien Quinion            | France         | 2:28:46 | NR    |
| 15                 | Zhaxi Yangben (en)          | Chine          | 2:28:56 | PB    |
| 16                 | César Rodríguez (en)        | Pérou          | 2:29:24 | NR    |
| 17                 | Xu Hao                      | Chine          | 2:29:55 | PB    |
| 18                 | Rhydian Cowley              | Australie      | 2:30:34 | NR    |
| 19                 | Dawid Tomala                | Pologne        | 2:30:47 | PB    |
| 20                 | Wayne Snyman                | Afrique du Sud | 2:31:15 | AR    |
| 21                 | Miroslav Úradník (en)       | Slovaquie      | 2:31:16 | PB    |
| 22                 | José Luis Doctor (en)       | Mexique        | 2:32:43 |       |
| 23                 | Vít Hlaváč (en)             | Tchéquie       | 2:32:50 | NR    |
| 24                 | Andrés Chocho               | Équateur       | 2:33:28 |       |
| 25                 | Brendan Boyce (en)          | Irlande        | 2:33:31 | SB    |
| 26                 | Daisuke Matsunaga           | Japon          | 2:33:56 |       |
| 27                 | Marius Žiūkas (en)          | Lituanie       | 2:34:16 | NR    |
| 28                 | Diego Pinzón (en)           | Colombie       | 2:34:26 | PB    |
| 29                 | Alexandros Papamichail      | Grèce          | 2:34:48 | NR    |
| 30                 | Érick Bernabé Barrondo (en) | Guatemala      | 2:35:01 |       |
| 31                 | Dominik Černý (en)          | Slovaquie      | 2:35:39 | PB    |
| 32                 | Álvaro López (en)           | Espagne        | 2:36:20 |       |
| 33                 | Artur Mastianica (en)       | Lituanie       | 2:36:25 | PB    |
| 34                 | Karl Junghannß (en)         | Allemagne      | 2:38:50 |       |
| 35                 | Georgiy Sheiko (en)         | Kazakhstan     | 2:39:47 |       |
| 36                 | Nick Christie               | États-Unis     | 2:41:08 | SB    |
| 37                 | Arnis Rumbenieks (en)       | Lettonie       | 2:42:47 |       |
| 38                 | Marius Iulian Cocioran (en) | Roumanie       | 2:43:27 |       |
| 39                 | Rui Coelho                  | Portugal       | 2:44:55 | SB    |
| 40                 | Carl Dohmann                | Allemagne      | 2:45:44 |       |
|                    | Jhonatan Amores (en)        | Équateur       |         | DNF   |
|                    | Carl Gibbons (en)           | Australie      |         | DNF   |
|                    | Luis Henry Campos           | Pérou          |         | DNF   |
|                    | José Montana (en)           | Colombie       |         | DNF   |
|                    | João Vieira (en)            | Portugal       |         | DNF   |
|                    | Andrea Agrusti (en)         | Italie         |         | DQ    |
|                    | Artur Brzozowski            | Pologne        |         | DQ    |
|                    | Veli-Matti Partanen (en)    | Finlande       |         | DQ    |
|                    | Luis Ángel Sánchez (en)     | Guatemala      |         | DQ    |
|                    | Marc Tur (en)               | Espagne        |         | DQ    |

## Légende
Records et Performances
- AR : Record continental (area record)
- CR : Record des championnats (championship record)
- MR : Record du meeting (meet record)
- NR : Record national (national record)
- OR : Record olympique (olympic record)
- PR : Record paralympique (paralympic record)
- PB : Record personnel (personal best)
- SB : Meilleure performance personnelle de la saison (season's best)
- WL : Meilleure performance mondiale de l'année (world leader)
- WJR : Record du monde junior (world junior record)
- WR : Record du monde (world record)

Circonstances et Conditions
- DNF : N'a pas terminé (did not finish)
- DNS : N'a pas pris le départ (did not start)
- DQ : Disqualification (disqualification)
- NM : Aucun essai valable enregistré (No Mark)
- Q : Qualifié « directement » au prochain tour (ou à la prochaine compétition), lors d'une compétition majeure, grâce au classement ou à la réalisation des minima (automatic qualifier)
- q : Qualifié au prochain tour (ou à la prochaine compétition), lors d'une compétition majeure, grâce au repêchage ou à la réalisation de l'une des meilleures performances parmi celles des « non qualifiés directement » (grâce au meilleur temps ou à la meilleure distance par exemple) (secondary qualifier)